# Nikolaj Tsjernysjevski

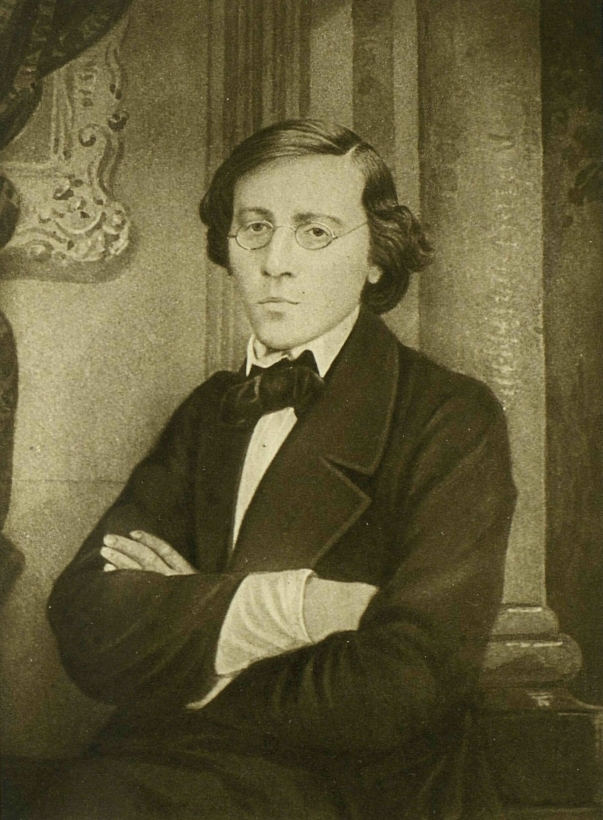
Nikolaj Tsjernysjevski

Nikolaj Gavrilovitsj Tsjernysjevski (Russisch: Николай Гаврилович Чернышевский) (Saratov, 12 juli 1828 - aldaar, 17 oktober 1889) was een Russisch filosoof, schrijver, literatuurcriticus en utopisch socialist. In de vroege jaren 60 van de 19e eeuw was hij de belangrijkste verkondiger van revolutionaire gedachten en als zodanig van grote invloed op Lenin en Emma Goldman.

## Levensloop
Tsjernysjevski was de zoon van een priester en woonde tot aan zijn 18e levensjaar in Saratov. Daarna vertrok hij naar Sint-Petersburg, alwaar hij in 1850 afstudeerde aan de universiteit (letteren, filosofische faculteit). Hij ging terug naar Saratov en doceerde literatuur op het gymnasium. In 1853 trouwde hij en vertrok hij met zijn vrouw weer naar Sint-Petersburg. Daar werd hij de drijvende kracht achter het blad Sovremennik (De Tijdgenoot), waarin hij, naast literaire boekbesprekingen en filosofische essays, een maandelijkse rubriek schreef over landbouwkundige, economische en politieke vraagstukken. Tsjernysjevski werd met name beïnvloed door Vissarion Belinski, Alexander Herzen, Louis Blanc, Charles Fourier en John Stuart Mill, in wier navolging hij zijn eigen utilitaristische theorie van het intelligent of rationeel egoïsme formuleerde. Hij ging sterk polariserend te werk, had onder andere kritiek op de kleinburgerlijkheid van de bourgeoisie en op gematigde figuren als Ivan Toergenjev en Dmitri Grigorovitsj.
Zijn polemische geschriften bleven niet onopgemerkt door de autoriteiten, en in 1862 werd hij dan ook gearresteerd en in de Peter en Paulvesting opgesloten. Daar schreef hij zijn bekende realistische roman Что делать? ('Wat te doen?'), die in 1863 uitkwam. In 1864 werd dan eindelijk het vonnis uitgesproken. Tsjernysjevski werd ter dood veroordeeld, maar uiteindelijk bleek het om een schijnexecutie te gaan. Hij werd 'in het echt' veroordeeld tot zeven jaar katorga in Oost-Siberië (1864-1872) en werd vervolgens tot 1883 naar de Oost-Siberische stad Viljoejsk verbannen. Verschillende pogingen om hem vrij te krijgen mislukten. In 1883 werd hij overgebracht naar Astrachan, waarna hij in juni 1889 vertrok naar zijn geboorteplaats vanwege familieproblemen. Daar stierf hij in oktober van datzelfde jaar.

## Wat te doen?
Met zijn boek Wat te doen? reageerde Tsjernysjevski op de roman Vaders en zonen van Ivan Toergenjev. Het hoofdpersonage uit Wat te doen?, Rachmetov, is een totaal aan de revolutie gewijde, zeer gedisciplineerde asceet. Alles wat Rachmetov doet is uitsluitend gemotiveerd vanuit de op handen zijnde revolutie. Zo eet hij alleen maar vlees om zich te sterken voor de naderende strijd en slaapt hij op een spijkerbed om zich te harden. Hier is een duidelijke parallel zichtbaar met Lenin, die met gewichten trainde, ook spartaans leefde en weinig tijd aan de liefde besteedde. Ook schreef Lenin in 1904 een pamflet met dezelfde titel. De roman inspireerde revolutionairen van volgende generaties. Het boek gaat na hoe idealistische mensen in het klein kunnen bijdragen aan de totstandkoming van de revolutie. De filosofie van het rationeel egoïsme en het utilitarisme die Tsjernysjevski in Wat te doen? propageert, wordt fel bekritiseerd in de roman Aantekeningen uit het ondergrondse (1864) van Fjodor Dostojevski.

## Maatschappijvisie en waardering
Tsjernysjevski was een van de vroege narodniki. Volgens deze groepering waren de boeren met hun dorpsgemeenschappen de revolutionaire klasse van de toekomst. Tsjernysjevski was van mening dat de geschiedenis bepaald wordt door de massa en niet door eenlingen, iets wat later door Tolstoj zou worden overgenomen. Ook onderschreef hij Marx' theorie van de Verelendung, die stelt dat de kans op een revolutie groter wordt naarmate het volk het slechter heeft. Toen de Sovjet-Unie eenmaal een feit was, werd Tsjernysjevski alsnog tot held uitgeroepen. In Sint-Petersburg werd in 1923 ter ere van hem de boulevard Voskresenski prospekt omgedoopt in Prospekt Tsjernysjevskogo. Ook na het uiteenvallen van de Sovjet-Unie is de boulevard zo blijven heten. Er is ook een metrostation naar hem vernoemd.

## Vertaalde werken
- Nikolai Chernyshevsky, Prologue: A Novel For The Beginning Of The 1860s. Vertaling Michael R. Katz, Northwestern University Press, Evanston (Ill.) 1995, 359 p. ISBN 0810111802.
- Nikolai Chernyshevsky, What Is to Be Done? Vertaling Michael R. Katz, Cornell University Press, Ithaca (NY) 1989, 449 p. ISBN 0801495474.
- Nikolai G. Chernyshevsky, Selected Philosophical Essays. University Press of the Pacific, Honolulu 2002, 616 p. ISBN 141020054X.

- Bibsys: 90669715
- Biblioteca Nacional de España: XX887275
- Bibliothèque nationale de France: cb11926137b (data)
- Catàleg d'autoritats de noms i títols de Catalunya: 981058616775806706
- CiNii: DA00463880
- Gemeinsame Normdatei: 118666150
- International Standard Name Identifier: 0000 0001 2129 6566
- Library of Congress Control Number: n80117305
- Nationale Bibliotheek van Letland: 000102588
- Bibliotheek van het Japanse parlement: 00435868
- Nationale Bibliotheek van Tsjechië: jn19992001696
- Nationale bibliotheek van Australië: 35027784
- Nationale Bibliotheek van Israël: 987007259646705171
- Nationale Bibliotheek van Polen: a0000001179156
- Nationale en Universitaire bibliotheek Zagreb: 000007084
- Nederlandse Thesaurus van Auteursnamen: 067981437
- Réseau des bibliothèques de Suisse occidentale: 02-A000195430
- Russische Staatsbibliotheek: 000082161
- Istituto Centrale per il Catalogo Unico: CFIV041285
- LIBRIS: 105364
- SNAC: w6ww8hx6
- Système universitaire de documentation: 027156443
- Trove: 801219
- Virtual International Authority File: 41847059
- WorldCat: E39PBJjCRG79K848y3j77RMQMP